# 田島敏弘
田島敏弘（1919年10月9日—1995年4月17日）乃日本的企業家，曾任日本興業銀行副總裁（（日語）副頭取）、富士重工業（今速霸陸）第六任社長等職務。

## 生平簡歷
田島敏弘出生於1919年（大正8年）10月9日，1942年自舊制東京商科大學（一橋大學前身）畢業後，進入日本興業銀行就職，歷任融資第三部部長、調査本部部長、常務董事、副總裁、顧問等職務。
1983年受到同為日本興業銀行出身的富士重工業社長大原榮一之託，出任該公司副社長一職。1985年升為第六任社長，1990年成為董事會會長。在他的社長任內開發了速霸陸Legacy，並且和五十鈴汽車在美國印第安那州拉斐特合資成立「速霸陸五十鈴汽車廠」（2002年12月起改稱速霸陸印第安納汽車公司〔Subaru of Indiana Automotive, Inc.〕）。
1995年4月17日由於膽管狹窄症，於東京都澀谷區醫院逝世，享壽75歲。

## 著作
- 《新海外投資》，田島敏弘著，產業新潮社，1972年。

## 內部連結
- 日本興業銀行
- 速霸陸

## 外部連結
- （日語）月刊BOSSｘWizBiz: 設立60年を経ても宿る　中島飛行機のDNA （页面存档备份，存于）

| 富士重工業（今速霸陸）歷代社長 |                                |               |
| 前任： 佐佐木定道              | 第6任社長 1985年6月－1990年6月 | 繼任： 川合勇 |